# Orientación educativa
La orientación educativa es un proceso de ayuda a la educación nacional de los planteles logísticos de una orientación para fortalecer el cerebro del personal administrativo en lo general 
Considera un conjunto de conocimientos, metodologías y principios teóricos que fundamentan la planificación, el diseño, la aplicación y la evaluación de la intervención psicopedagógica preventiva, general, sistemática y continuada dirigida a las personas, instituciones y al contexto comunitario, con el fin de facilitar y promover el desarrollo integral de los sujetos a lo largo de las distintas etapas de su vida, con la implicación de los diferentes agentes educativos y sociales.
La orientación educativa también es considerada como un servicio técnico, personal y sistemático que se ofrece al alumnado desde el sistema educativo, con el fin de ayudarlo a conocer sus posibilidades y limitaciones, así como las de su medio, para que tome las decisiones adecuadas para obtener el máximo desarrollo personal, académico y social para lograr su transición a la vida activa como un ciudadano libre y responsable.
Según diversos autores, la orientación se puede definir como:
- "Un proceso de ayuda continuo dirigido a todas las personas, poniendo un énfasis especial en la prevención y en el desarrollo que se realiza a lo largo de toda la vida, con la implicación de los diferentes agentes educativos (profesores) y sociales( familia...)." (Sierra Rubio, J. J., 2002)
- "Proceso que tiene como finalidad guiar, conducir y ayudar a las personas a auto-conocerse y al mundo que les rodea." (Rodríguez Moreno, M.L., 1988)[3]
- "Proceso de ayuda continuo a todas las personas y en todos los aspectos, con objeto de potencias el desarrollo humano a lo largo de toda la vida." (Bisquerra, R., 2002)[4]

Entre sus objetivos relacionados con el proceso de enseñanza-aprendizaje se encuentra que el alumno logre formar su propio conocimiento por medio de estrategias que contribuyan a facilitar el proceso de adquisición de contenidos. Así, se destaca el asesoramiento en las actuaciones de comprensión educativa y la prevención del fracaso escolar. Dentro de la orientación, se debe trabajar para que todos los estudiantes, tengan acceso a una orientación personalizada, sin limitaciones geográficas y profesional para que estos puedan tomar decisiones fundamentadas. 

## Términos relacionados
Algunos términos relacionados con la orientación son los siguientes:
1. Asesoramiento (en inglés: counseling): Técnica dentro del proceso de la orientación. Es un proceso de interacción que facilita una mejor comprensión de sí mismo y el entorno, de lo cual se deriva  metas y valores al comportamiento futuro (Sears, 1982). Tradicionalmente, se ha entendido como un asesoramiento o consejo personal individualizado basado en la relación cara a cara. Puede considerarse como una técnica de orientación.
2. Orientación (en inglés: guidance): Proceso de ayuda al individuo para que pueda comprenderse a sí mismo y al mundo que le rodea. Sus dos principales manifestaciones son educacional guidance (orientación educativa) y vocacional guidance (orientación vocacional).
3. Información académica: Información referida a la legislación vigente, tipos de estudios, centros educativos, requisitos de acceso, duración de los estudios, becas, planes de estudio, materias optativas, especialidades, salidas profesionales,... Hay dos tipos:
  - Información profesional (career information): referida a profesiones, formación profesional y mundo de trabajo.
  - Información ocupacional (occupational information): referida a requisitos de acceso, condiciones de trabajo, sueldo, derechos, deberes y promoción en una ocupación.
4. Orientación personal: Proceso de ayuda a problemas de índole personal. Muchas veces se identifica con el asesoramiento psicológico (counseling psychology).
5. Orientación profesional: Proceso de ayuda en el desarrollo de la carrera, basada principalmente en un conocimiento del sujeto y las posibilidades del entorno. Término homólogo al de la orientación vocacional, pero de uso frecuente en Europa.[5]
6. Orientación educativa: proceso de ayuda al alumno para facilitarle la adaptación y el desarrollo personal. Ha recibido multitud de definiciones. Es un término de procedencia americana, como traducción de educational guidance.
7. Orientación escolar: Proceso de ayuda al alumno en los tema relacionados con el aprendizaje y la adaptación a la escuela. Es un término muy utilizado en Europa, así como educational guidance lo es en EE. UU.
8. Orientación hacia la carrera (career orientator): El individuo que se siente comprometido con su trabajo de tal forma que lo considera una parte fundamental de vida y su rol de adulto. La orientación hacia la carrera es una característica del sujeto, no un enfoque de la orientación.
9. Orientación vocacional (vocational guidance): Proceso de ayuda a la persona para desarrollar y aceptar una imagen adecuada de sí misma y de su rol en el mundo del trabajo. Término homólogo al de la orientación profesional, pero de uso frecuente en Estados Unidos.[5]
10. Orientación psicopedagógica: Concepto con un sentido más amplio que el clásico de la orientación educativa y vocacional.[5]

## Concepto de tutoría
Los conceptos “orientación” y “tutoría” han ido evolucionando a lo largo de los años. La tutoría es la orientación realizada por el tutor y por los profesores, basándose su finalidad en la formación integral del alumno. Dentro de la orientación hay una multiplicidad de enfoques y modelos de intervención.

### El plan de orientación y acción tutorial (POAT)
Constituye el instrumento que articula el conjunto de actuaciones, de los equipos docentes y del centro educativo, relacionados con la orientación y la acción tutorial. Dicho plan, integrado como un elemento del Proyecto Educativo de Centro, será coherente con los objetivos del mismo.

### La acción tutorial
Es la orientación que realiza el tutor con los alumnos en su clase ya sea a nivel de clase o bien individualmente. Se entiende en la medida que se realiza la atención a las diferencias individuales de los alumnos, prestando la ayuda necesaria para que los procesos de enseñanza y aprendizaje favorezcan el desarrollo integral del alumnado.

### Ámbitos de la tutoría o acción tutorial
Los ámbitos de la acción tutorial incluyen:
- Detección de dificultades de aprendizaje.
- Desarrollo de estrategias de aprendizaje.
- Atención a la diversidad, a la interculturalidad.
- Prevención en sentido amplio y desarrollo personal y social.

La acción tutorial ha de contemplar la colaboración del resto de agentes educativos, especialmente las familias. La coordinación de esfuerzos es una función esencial de la acción tutorial.

## Áreas de intervención
Las áreas de intervención de la orientación son cuatro:
- Orientación para el proceso de enseñanza y aprendizaje
- Orientación para la atención a la diversidad y escuela inclusiva
- Orientación vocacional y profesional
- Orientación para la prevención y el desarrollo

## Marco de intervención de la orientación y la tutoría
Los modelos de intervención en orientación son las estrategias o los procedimientos que se utilizan para conseguir unos resultados propuestos.
| Enfoque                          | Descripción |
| -------------------------------- | --- |
| Enfoque educativo                | Es el resultado de la fusión de la labor del profesor, del orientador, del tutor...                                                        |
| Enfoque vocacional               | Su meta es la inserción laboral. |
| Enfoque de asesoramiento         | Tienen carácter psicológico y terapéutico. Es responsabilidad del/de la orientador/a.                                                      |
| Enfoque de servicios o programas | La intervención es desarrollada por equipos expertos: Equipos de Orientación Psicopedagógica (EOEP), Equipos de Atención Temprana (EAT)... |
| Enfoque de desarrollo            | Proceso acumulativo y de secuencia. |

## Modelos

### Modelo clínico
Se centra en la atención individualizada
Fases:
- Demanda por parte del sujeto
- Intervención
- Seguimiento

### Modelo de servicios
Constituyen los servicios de información profesional.
Fases:
- Demanda por parte del sujeto
- Atención puntual a la solicitud

### Modelo de programas
Este modelo se basa en la intervención por programas. Cabe preguntarse por tanto qué se entiende por programa. Las respuestas son muy diversas, aunque las distintas definiciones suelen coincidir en los siguientes puntos:
- Se trata de una actividad planificada.
- Se aplica en un contexto determinado.
- Se diseña y realiza con la intención de obtener unos objetivos concretos.
- Se diseña a partir de la identificación unas necesidades concretas (diagnóstico de necesidades).[7]

Fases:
- Análisis del contexto
- Detección de necesidades
- Formulación de objetivos
- Planificación de actividades
- Realización de actividades
- Evaluación del programa

## Tipos de equipos de orientación
Sus funciones son: detectar, desarrollar la evaluación psicopedagógica y elaborar el dictamen de escolarización.
- Equipos de atención temprana.
- Equipos de atención pedagógica (generales).
- Equipos especialistas en una discapacidad: auditiva; motora; visual; y vinculados a alteraciones graves del desarrollo.

- orientación (psicología)
- orientación profesional